# Kollegah

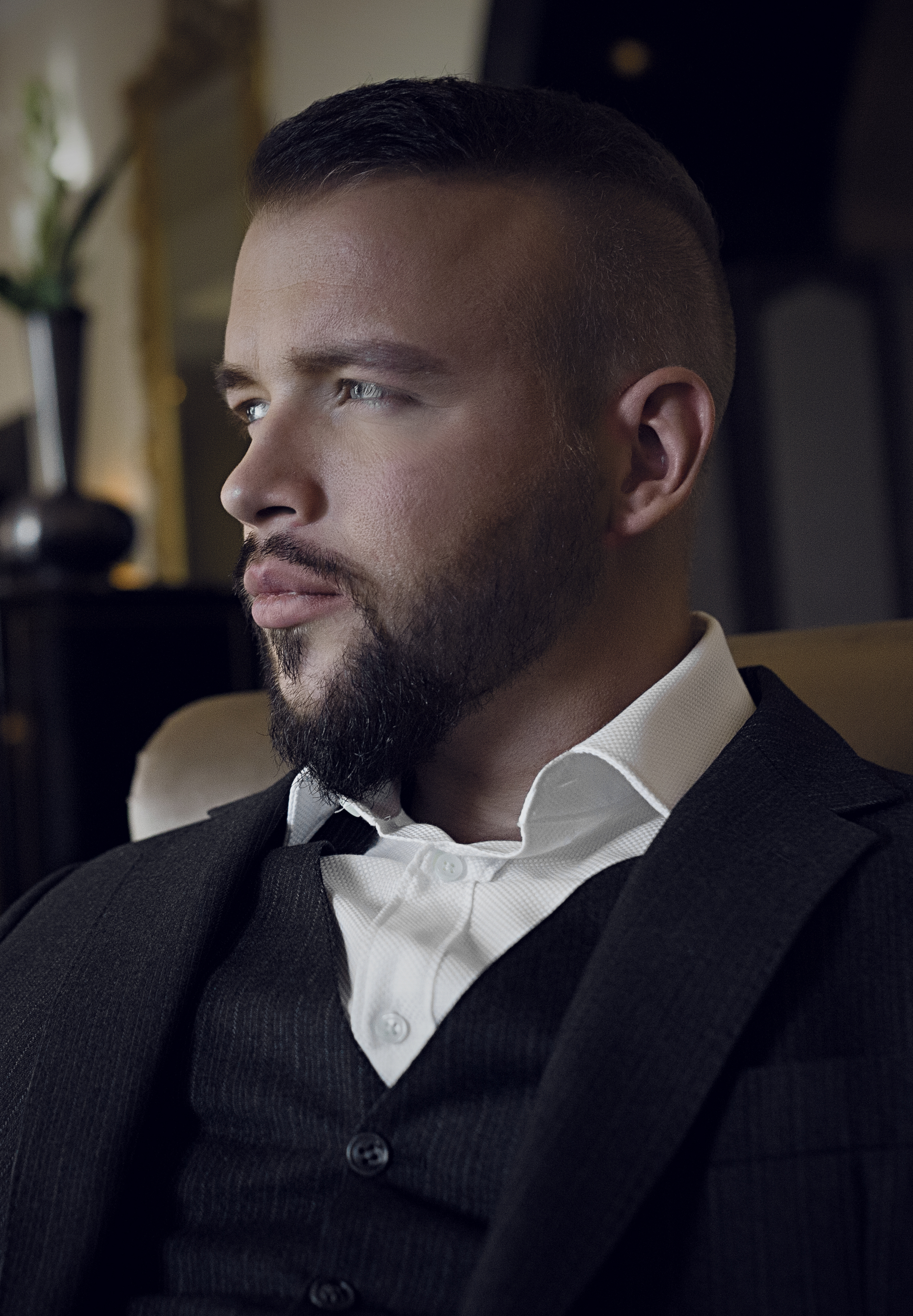
Kollegah (2015)

Kollegah (* 3. August 1984 in Friedberg, Hessen; bürgerlich Felix Martin Andreas Matthias Blume) ist ein deutscher Rapper, der vor allem für seine mehrsilbigen Reimstrukturen, pointierten Punchlines und schnellen Doubletime-Passagen bekannt ist. Stilistisch wird er dem Gangsta- und "Zuhälterrap" (Pimp-Rap) zugeordnet, einer von ihm mitgeprägten Spielart, in der er sich ironisch als prototypischer "Boss" inszeniert. Mit zahlreichen Nummer-eins-Alben zählt Kollegah zu den kommerziell erfolgreichsten Vertretern des deutschen Hip-Hop. Seine Texte sorgten jedoch wiederholt für Kontroversen, unter anderem wegen als antisemitisch, frauenfeindlich oder homophop kritisierter Inhalte.

## Leben

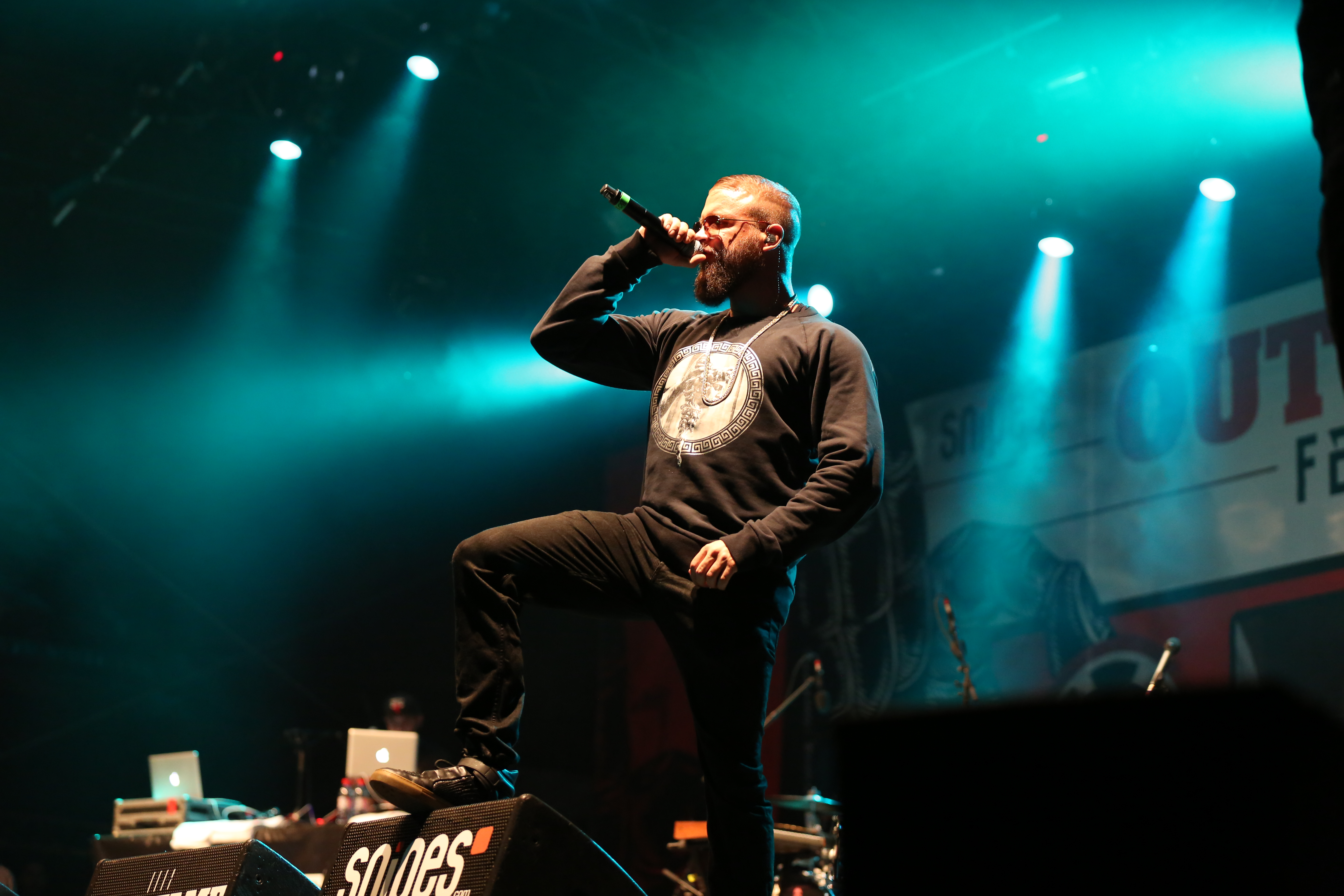
Kollegah beim Out4Fame-Festival 2016

Felix Blume wuchs als Sohn eines kanadischen Vaters und einer deutschen Mutter in Simmern (Hunsrück) auf. Sein Vater verließ die Familie kurz nach seiner Geburt, sodass er überwiegend von seiner Mutter erzogen wurde. Ein algerischer Stiefvater übernahm später die Vaterrolle und gab ihm den Spitznamen "Kollegah", der zu seinem Künstlernamen wurde. Unter dessen Einfluss konvertierte Blume im Jugendalter, etwa mit 15 Jahren, zum Islam.
2004 absolvierte er das Abitur am Herzog-Johann-Gymnasium in Simmern und begann ein Jurastudium an der Universität Mainz, das er später zugunsten seiner Musikkarriere unterbrach.

## Musikalische Karriere
| Übersicht der RBA-Battles |          |                     |
| Jahr                      | Ergebnis | Gegner              |
| 2004                      | 13:3     | Sorgenkind          |
| 2004                      | 15:7     | Guybrush Threepwood |
| 2004                      | 11:2     | eFTsEkaWE           |
| 2005                      | 12:5     | Dollar Bill         |
| 2005                      | 12:2     | Merlin              |
| 2005                      | 11:7     | NoMell              |
| 2005                      | 14:15    | dekz                |
| 2005                      | 8:4      | Teitam Maik         |
| 2005                      | 16:10    | Vito Vitality       |
| 2005                      | 5:12     | Guybrush Threepwood |
| 2005                      | 12:15    | JohnnyDerDon        |
| 2005                      | 12:1     | Muchacho            |
| 2005                      | 12:5     | Kah-Ohh-Beh         |
| 2005                      | 12:6     | dekz                |
| 2005                      | 8:4      | The Reaser          |
| 2005                      | 6:15     | kri'Z               |
| 2005                      | 0:0      | DaX                 |
| 2005                      | 0:0      | Christian Flash     |
| 2005                      | 0:0      | Zee4                |
| 2005                      | 0:0      | PapaDog             |

#### Anfänge im Untergrund (2004–2008)

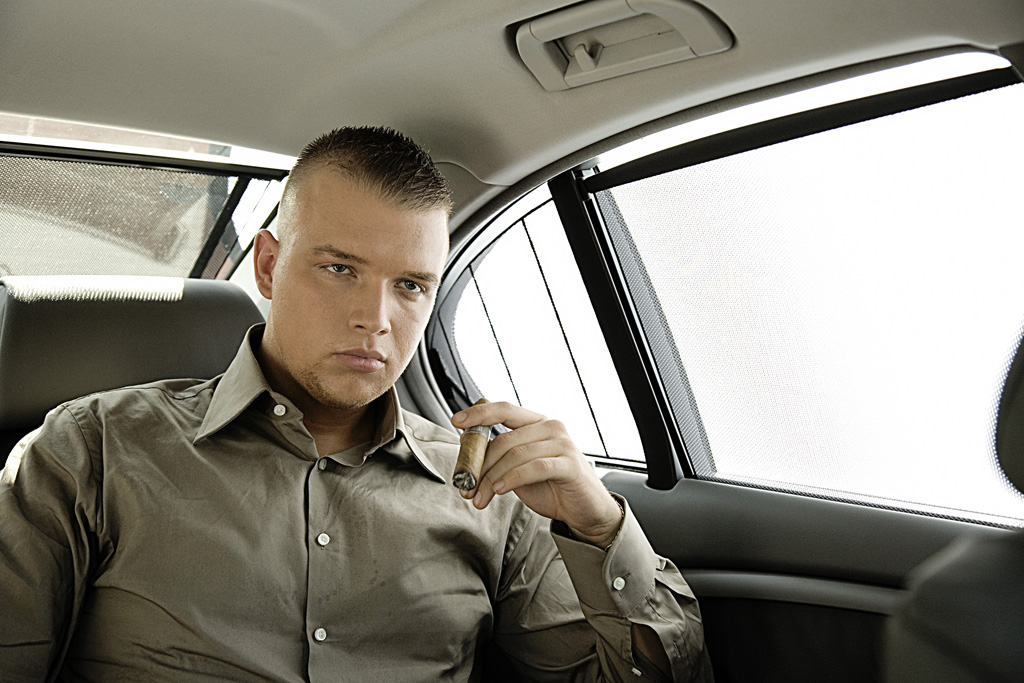
Kollegah (2008)

Blume begann bereits als Teenager zu rappen. 2004 veröffentlichte er unter dem Alias "T.O.N.I." sein erstes Mixtape Zuhältertape Volume 1 kostenlos im Internet, das in der deutschsprachigen Underground-Rap-Szene schnell Aufmerksamkeit erregte. Technisch anspruchsvoller Schnellrap, komplexe Reime und humorvoll überzogene Gangsterrap-Inhalte verschafften ihm früh Kultstatus. Zwischen Dezember 2004 und Mai 2005 trat er in der Online-Rapbattle-Liga Reimliga Battle Arena (RBA) an und gewann 11 von 14 Duellen
Ende 2005 nahm ihn das Independent-Label Selfmade Records unter Vertrag und veröffentlichte das Zuhältertape 1 als erweiterte "X-Mas Edition". 2006 folgte das Mixtape Boss der Bosse, bevor Kollegah am 16. November 2007 sein Debütalbum Alphagene herausbrachte, das Platz 51 der deutschen Albumcharts erreichte.
Bereits im August 2008 folgte das zweite Album Kollegah, das auf Platz 17 einstieg.

#### Etablierung und Kollaborationen (2008–2011)
Parallel zu seinen Solo-Veröffentlichungen pflegte Kollegah enge Kontakte in der Rapszene. Gemeinsam mit Rapper Farid Bang nahm er das Kollabo-Album Jung, brutal, gutaussehend (JBG) auf, das am 19. Juni 2009 erschien. Obwohl dieses erste gemeinsame Projekt von Kritik und Medien noch wenig beachtet wurde, legte es den Grundstein für eine der erfolgreichsten Rap-Kollaborationen der 2010er-Jahre. Ende 2009 brachte Kollegah außerdem das Mixtape Zuhältertape Volume 3 heraus, mit dem er die gleichnamige Serie fortsetzte.
Am 14. Oktober 2011 veröffentlichte Kollegah sein drittes Studioalbum Bossaura, das musikalisch neue Wege ging, vor allem durch den Einsatz von Autotune und Einflüssen aus dem Southern Rap. Bossaura stieg bis auf Platz 5 der deutschen Charts und markierte damit Kollegahs bis dahin höchste Chartplatzierung. Trotz des kommerziellen Erfolgs stieß das Album bei Teilen der Fans auf gemischte Resonanz, was Kollegah selbst später kritisch ansprach.

#### 2012–2015:JBG 2,Kingund viertes Zuhältertape

Kollegah (2012)

Am 8. Februar 2013 veröffentlichten Kollegah und Farid Bang ihr zweites Kollaboalbum Jung, brutal, gutaussehend 2. Zuvor wurden Single-Auskopplungen des Albums zum Download freigegeben. So gelangten neben Dynamit und Drive-By auch Du kennst den Westen und Stiernackenkommando in die deutschen Verkaufscharts. Mit dem Album selbst erreichte Kollegah zum ersten Mal die Spitze der deutschen Charts. Im Februar 2013 berichtete Media Control, dass sich in den vergangenen fünf Jahren kein anderes Hip-Hop-Album in der ersten Woche so gut verkauft habe wie dieses. Das Album konnte rund 80.000 Einheiten in der ersten Woche absetzen. Laut Spiegel Online knüpften Farid Bang und Kollegah damit an verflossene Großzeiten der Gangsta-Rapper um das Label Aggro Berlin an.
Während der Musikpromotion zu seinem vierten Studioalbum King eröffnete Kollegah seinen eigenen YouTube-Kanal Bosshaft TV, auf dem er unter anderem zahlreiche Videoblogs und eine wöchentliche Late-Night-Show zeigte. Das Album erschien am 9. Mai 2014 und erreichte durch über 100.000 Verkäufe in 24 Stunden Gold-Status. Es setzte sich damit an die Spitze der deutschen, österreichischen und schweizerischen Charts. King wurde bereits in der ersten Verkaufswoche Kollegahs erfolgreichstes Album und brach diverse Verkaufsrekorde. King konnte sich über 315.000 Mal verkaufen.
Am 23. Oktober 2015 kündigte Kollegah mit dem Song Genozid sein Zuhältertape Volume 4 an. Dieses erschien am 11. Dezember 2015, gelangte bis zum 18. Dezember an die Spitze der deutschen Albumcharts und verdrängte damit Helene Fischers Album Weihnachten auf Platz zwei. 17 Lieder des Zuhältertapes erreichten die deutschen Singlecharts, ein Rekord in der Chartgeschichte.

#### 2016–2019:Imperator,Abschluss der JBG-Trilogie,MonumentundAlphagene II

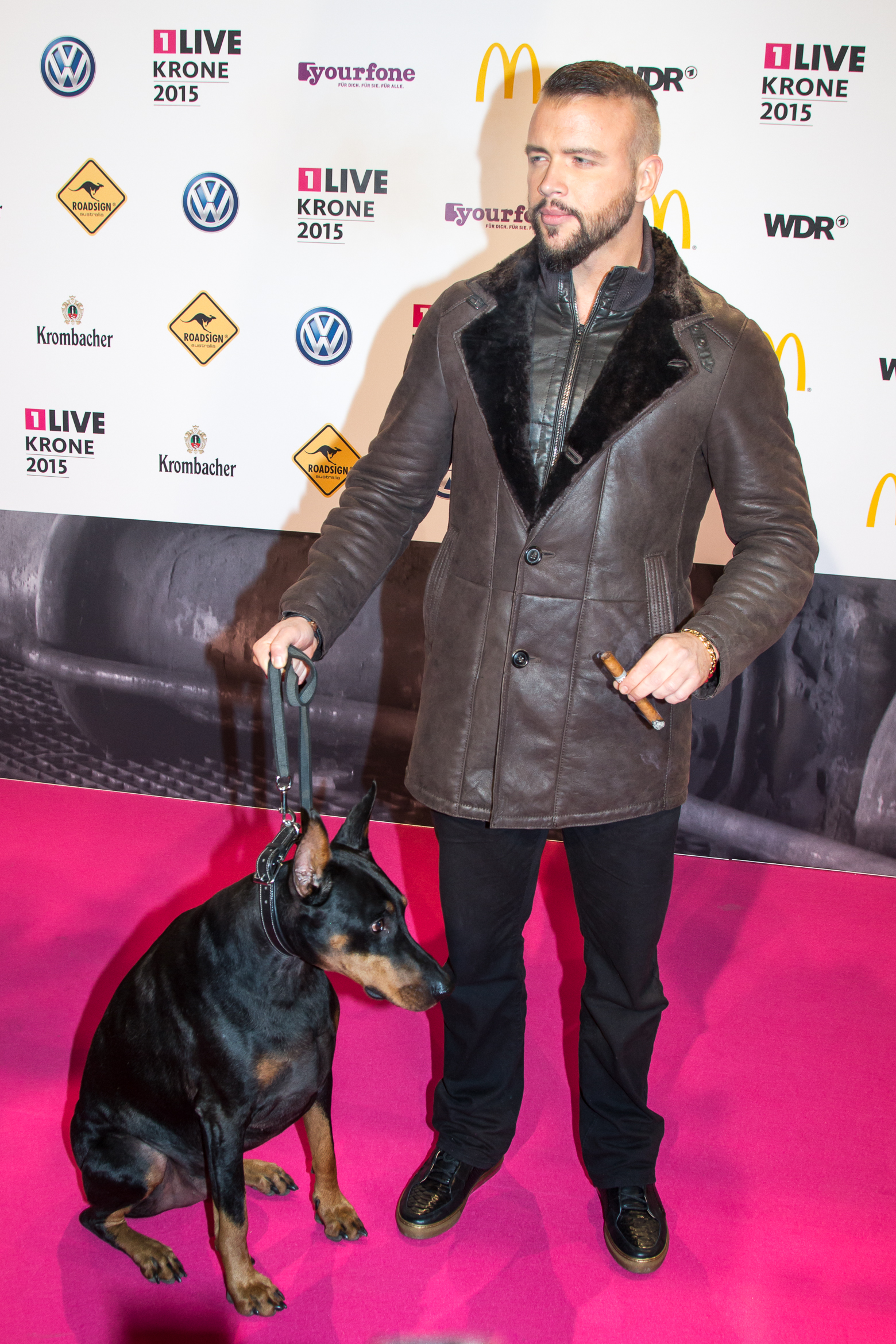
Kollegah mit einem Dobermann bei der 1 Live Krone 2015

Im März 2016 gründete Kollegah sein eigenes Label Alpha Music Empire. Als erstes Signing wurde der Rapper Seyed bekannt gegeben, dessen Debütalbum Engel mit der AK am 3. Juni 2016 erschien. Engel mit der AK schaffte es auf Platz drei der offiziellen deutschen Album-Charts.
Am 9. Dezember 2016 erschien Kollegahs sechstes Studioalbum namens Imperator, erstmals bei Alpha Music Empire. Am selben Tag veröffentlichte er auf YouTube den Disstrack Fanpost 2, den die Maskulin Music Group nach 20 Minuten wieder sperrte.
Am 10. März 2017 veröffentlichte er den Freetrack Legacy und kündigte das gleichnamige Best-of-Album an, das am 14. Juli 2017 erschien.
Anfang September 2017 kündigten Kollegah und Farid Bang Jung Brutal Gutaussehend 3 an. Ende September erschien mit Sturmmaske auf (Intro) die erste Single des Albums, mit der sie die Spitze der deutschen Charts erreichten. Das zugehörige Album erschien am 1. Dezember 2017 und erreichte am selben Tag, acht Tage vor der offiziellen Veröffentlichung, den Goldstatus in Deutschland. Mit knapp 30 Millionen Streams in der ersten Verkaufswoche sowie 17 gleichzeitigen Top-50-Platzierungen in den Singlecharts, darunter acht Top-20-Hits, stellte das Album mehrere Rekorde auf. Zudem konnte Kollegah mit den neuen Einstiegen insgesamt 87 verschiedene in den deutschen Singlecharts platzierte Songs vorweisen, womit er ebenfalls einen Rekord aufstellte. Bei der Echoverleihung 2018 (12. April) gewannen Kollegah und Farid Bang den Echo in der Kategorie Hip-Hop/Urban National. Daraufhin entstand eine anhaltende Kritik an der Preisverleihung von 2018 und zahlreiche Künstler gaben ihre gewonnenen Echos aus Protest gegen die Auszeichnung für Kollegah und Farid Bang zurück. Am 25. April 2018 gab der Vorstand des Bundesverbandes Musikindustrie bekannt, dass der Echo nicht länger vergeben wird. Als Begründung wurde die Echoverleihung 2018 genannt. Der Preis dürfe „keinesfalls als Plattform für Antisemitismus, Frauenverachtung, Homophobie oder Gewaltverharmlosung wahrgenommen“ werden. Kollegah und Farid Bang traten 2018 mit dem Titel All Eyez On Us auf und kündigten eine Neuauflage des Albums mit dem Titel Jung, brutal, gutaussehend 3 (Platin war gestern) an. Im Juni 2018 wurde die Veröffentlichung des Albums auf August 2018 verschoben. Das Album sollte ursprünglich aus zwei EPs bestehen; Älter Brutaler Skrupelloser und die Nafri-Trap EP, Vol. 1. Letztere wurde am 29. Juni über diverse Streamingportale veröffentlicht. Die Älter Brutaler Skrupelloser-EP wurde zu einem 15-Track-Album erweitert und erschien unter dem Namen Platin war gestern am 10. August 2018.
Am 19. September 2018 erschien sein erstes Buch Das ist Alpha!: Die 10 Boss-Gebote im Riva Verlag. Am 1. Oktober 2018 kündigte er sein siebtes Studioalbum Monument an, das am 7. Dezember 2018 erschien. Im Oktober 2019 kündigte Blume den Nachfolger seines Debütalbums, Alphagene II, an. Das Album erschien am 13. Dezember 2019.

#### Seit 2020:Natural Born Killas,Zuhältertape Vol. 5,Free Spirit,La Deutsche VitaundStill King
Am 22. Januar 2021 veröffentlichte er mit seinem Labelpartner Asche das Kollaborationsalbum Natural Born Killas.
Am 9. April 2021 startete Kollegah eine fünfmonatige Promophase zu seinem neuen Album Zuhältertape Vol. 5 mit der Veröffentlichung eines ersten Trailers. Bekannt wurde dabei, dass das Album voraussichtlich Ende September 2021 erscheinen wird. Des Weiteren wurde darin der Track Frühling angeteasert, welcher den Abschluss seiner langjährigen Reihe bestehend aus Sommer, Herbst und Winter darstellt. Das Album wurde am 8. Oktober 2021 veröffentlicht.
Mit der Veröffentlichung des Musikvideos Free Spirit am 15. April 2022 kündigte Kollegah das gleichnamige Album an, welches am 5. August 2022 erschien.
Am 7. Juli 2023 wurde sein elftes Studioalbum La Deutsche Vita veröffentlicht. Noch im November desselben Jahres erschien sein erstes englischsprachiges Album C.B.A. – Cross Border Armageddon.
Am 2. August 2024 veröffentlichte Kollegah sein 13. Studioalbum Still King und verkündete damit gleichzeitig sein Karriereende als Rapper.

## Stil und Botschaft
Musikalisch ist Kollegah besonders für seine Wortspiele, Punchlines, Reimketten sowie Doubletime-Raptechnik bekannt. Kollegahs Stil lehnt sich stark an den Gangsta-Rap an, wobei er ihn selbst anfangs als Zuhälterrap bezeichnete. Diesen Begriff lehnte er allerdings in einem Interview ab und stellte ihn als bloße Übertragung des amerikanischen Begriffs pimp rap ins Deutsche dar. Mittlerweile orientiert sich Kollegah auch am Storytelling-Rap, was auf dem Album Hoodtape Volume 1 deutlich wird und sich auch bei seiner ersten Single Alpha oder dem Lied Regen von seinem 2014 veröffentlichten Album King ebenfalls bemerkbar macht.

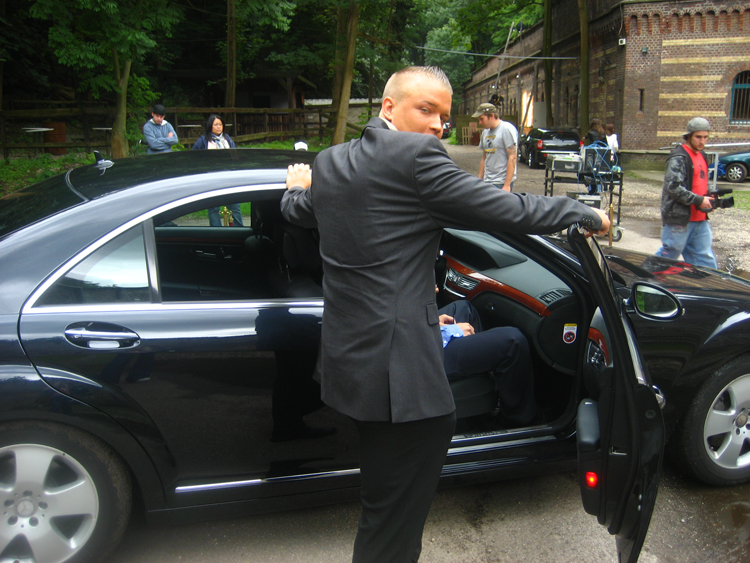
Kollegah beim Videodreh zu Big Boss, 2008

Zu seiner Musikpromotion gehört das ostentativ zur Schau gestellte, durchsichtig vorgetragene Rollenspiel als „der Boss“ und „Westdeutschlands King“, der sich mit Statussymbolen und devotem Personal umgibt, insbesondere einem Butler namens „Frederic“ und „Pasa“, seinem bosnischen Leibwächter. Mit ironischer Vorliebe werden dabei Stereotype gezeigt, die die Lebenswelt eines Bosses der organisierten Kriminalität imaginieren.
Kollegahs „Gangsta-Rap“ setzt auf kalkulierte Grenzüberschreitungen, Provokationen und Tabubrüche, die als Teil seiner Marketingstrategie gelten. Kontinuierlich stießen bestimmte Aussagen seiner Texte auf Kritik und erzeugten Konflikte um seine Auftritte. Hauptkritikpunkte sind Egozentrik, Gewaltverherrlichung, Frauenverachtung, Sexismus, Homophobie, Antisemitismus und Diskriminierung bedrohter Menschengruppen. Kollegahs Verteidiger verweisen dagegen auf seine künstlerische Ausdrucksfreiheit, fehlende Indizierung seiner Texte und besondere Stilmittel des Battle-Raps. Nach eigener Aussage versucht Kollegah in zahlreichen Rapliedern auch Ideale wie Zielstrebigkeit, Ausdauer und Geduld sowie körperliche und geistige Fitness für ein „sauberes und erfolgreiches Leben“ zu vermitteln.
Kollegah erklärte in YouTube-Videos als Muslim den Unterschied zwischen Koran und Bibel. 2003 übersetzte er das Buch Tod – Auferstehung – Hölle des türkischen Kreationisten Harun Yahya vom Englischen ins Deutsche. 2015 sprach er sich gegen die Evolutionstheorie aus.

## Kontroversen

### Sexismus und Homophobie

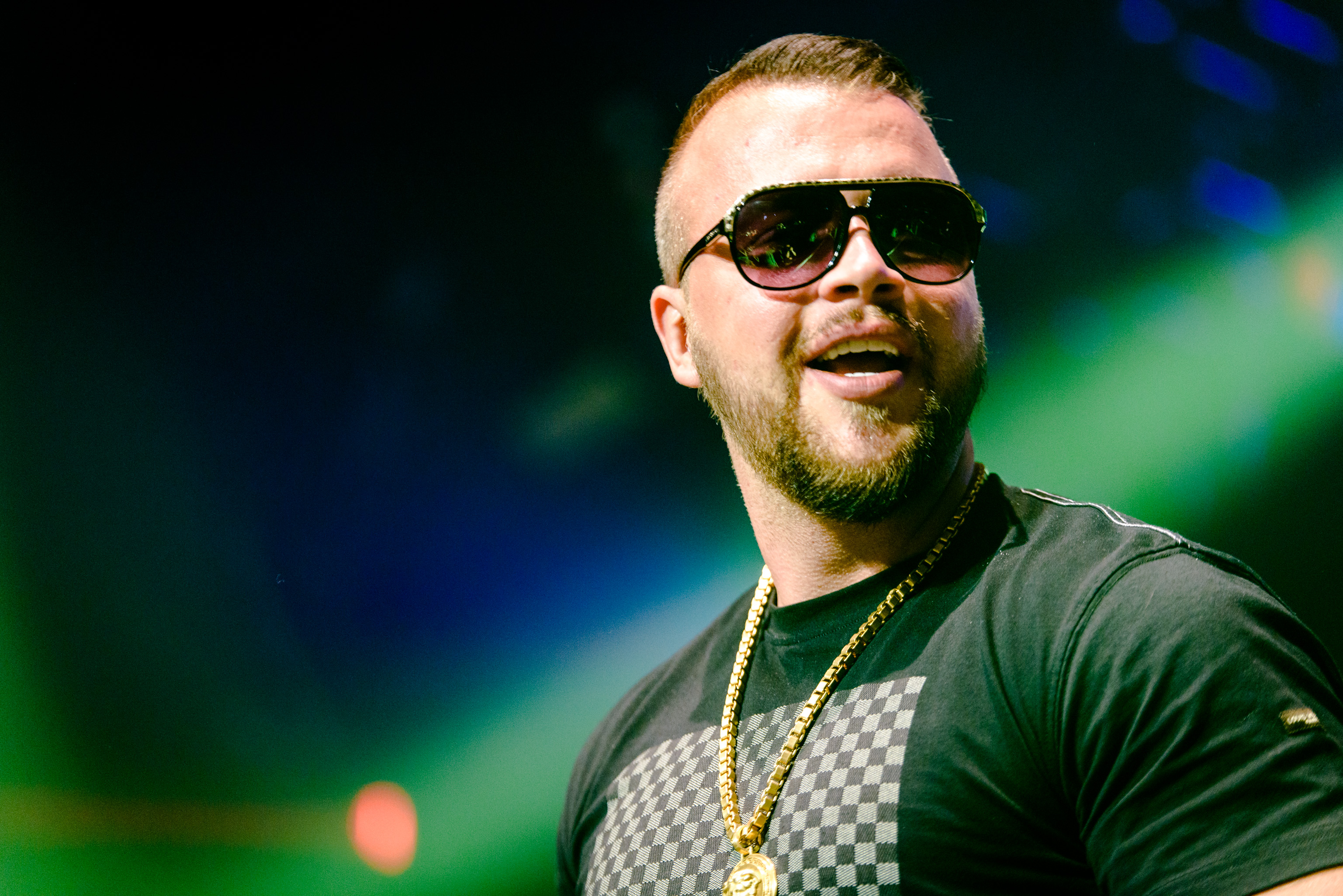
Kollegah bei einem Live-Auftritt, 2015

Am 16. Dezember 2011 sollte Kollegah in Bielefeld auftreten. Wegen frauenverachtender, sexistischer, reaktionärer und Homosexuelle diskriminierender Bestandteile seiner Raptexte forderten die Studierendenausschüsse der Universität Bielefeld und der Fachhochschule Bielefeld sowie weitere Gruppen den Veranstalter im November 2011 mit einem Offenen Brief zur Absage des Konzerts auf. Dieser lehnte die Absage mit Verweis auf erhoffte Einnahmen ab. Infolge des Konflikts stieg die Nachfrage nach Konzerttickets, so dass der Veranstalter das Konzert in einen größeren Saal verlegte. Die Zeitung Neue Westfälische (NW) ließ ihre Leser diskutieren: Die meisten befürworteten den Auftritt und sahen die kritisierten Texte als „Satire“ oder „Ghetto-Geprotze“. Der Medienpädagoge Uwe Sander bezweifelte, dass alle Hörer eine satirische Tendenz verstünden, da Rapper bewusst Grenzen überschritten.
Im selben Monat forderten in Bremen das Mädchenkulturhaus (MKH), die lokale DGB-Jugend, die Landesgleichstellungsstelle und eine Schwulen-Initiative die Absage eines Kollegah-Konzerts. Blume schreibe „ausschließlich abscheuliche Texte, in denen Frauen und nicht heterosexuell Orientierte bis zum tiefsten denkbaren Niveau degradiert und beleidigt werden“. Die Tageszeitung (taz) zitierte aus dem Song „Showtime Again“ als Beispiele:
„Ich bau Aggressionen ab durch Vergewaltigungen von Bordsteinschlampen“; „Kid, ich würde lügen, wenn ich sagen würde: Nein, ich habe nie ne minderjährige Bitch missbraucht. […] Nutte, was? Ich komm mit ner Horde Hunde plus Zuhältern, die dich ermorden, Tunte.“
Der Veranstalter forderte daraufhin eine Stellungnahme Kollegahs an, erklärte jedoch zugleich, seine Texte seien nur im Kontext des szeneüblichen „Battle Raps“ zu verstehen. Aussagen wie „muttergefickte Schlampe“ und „der ‚stockschwule Rapper‘“ bezögen sich immer auf einen anderen, dem Publikum bekannten Rapper. Die Kritiker erklärten, für frauen- und schwulenfeindliche Sprachbilder sei es „völlig egal, wer der Adressat der Beleidigung ist“. Man müsse Kollegahs Musik nicht verbieten, ihm aber „deswegen noch lange keine Bühne geben“. Kritik an menschenverachtenden Texten bleibe notwendig, auch wenn sie indirekt zur Popularität Kollegahs beitrage. Der Bochumer Soziologe Martin Seeliger erklärte: Auch im Rahmen des deutschen Gangsta-Raps überzeichne Kollegah sehr stark. Weil er als „reine Kunstfigur ohne Straßenvergangenheit“ in der Szene weniger anerkannt sei als andere Rapper, begehe er den „kalkulierten Tabubruch“ der Herabwürdigung von Minderheiten. Dass Kollegah dabei nur andere Rapper dissen wolle, sei eine „bewusst geschönte“ Darstellung seiner Tourmanager. Seine Konzerte zu skandalisieren oder Verbote anzustreben, besorge jedoch nur sein Geschäft. Nachdem Veranstalter und Tourmanager die Konzertabsage abgelehnt hatten, beantragten Bremens Jugendamt und die Frauenbeauftragte Ulrike Hauffe bei der Bundesprüfstelle für jugendgefährdende Medien, frauen- und schwulenfeindliche Lieder Kollegahs auf den Index setzen zu lassen. Infolge dieses Antrags wurde das Album Jung, brutal, gutaussehend im Juni 2012 indiziert.
Sein Song Ave Maria, in dem er sich vorstellt, einer „Bitch“ beim Geschlechtsverkehr das Steißbein zu brechen, wurde als frauenfeindliche Gewaltverherrlichung und Verantwortungslosigkeit im Blick auf das zum Teil minderjährige Publikum kritisiert. Der Journalist Jens Balzer sagte dazu: „Er ist lediglich ein zynischer Mensch, der auf seinen Zynismus sehr stolz ist.“
Die Frauenzeitschrift Emma verlieh ihm 2019 den Award Sexist Man Alive 2019. In einem direkt an den Musiker gerichteten Schreiben hieß es: „Keiner ist so sexistisch, homophob und so antisemitisch wie du.“
Laut Jens Balzer seien auch auf Kollegahs im Dezember 2019 erschienenem neuen Album Alphagene II Homophobie und roher Sexismus zu finden. In dem Stück Infinitum, das Kollegahs Frau gewidmet ist, sei, so Balzer, in den Zeilen „Ich geh’ raus in den Krieg und ich weiß, du bist daheim / Die ganze Nacht wach, betest für mich“ möglicherweise das „Selbstverständnis von Kollegah als Künstler und als Mann verdichtet“.
In seinem Nummer-1-Bestseller Das ist Alpha!, beworben als Anleitung, wie man „in einer vermehrt androgynen Gesellschaft“ zum Alphatier aufsteigen könne, schrieb Kollegah: „Frauen wollen Bosse.“ Die Frau habe „natürlich ein Mitspracherecht bei Entscheidungen, aber der Initiator und Durchsetzer, der das letzte Wort hat, bist du. Du respektierst die Frau, aber DU gibst die Richtung vor.“ Das habe „nichts mit Unterdrückung zu tun. […] Frauen wollen vom Mann geführt werden.“

### Verschwörungstheorien und Antisemitismus
Laut dem Rechtsanwalt Gerhard Strate machte Kollegah das Andenken von Opfern des Holocaust (von dessen Tätern „Endlösung der Judenfrage“ genannt) wiederholt verächtlich, etwa mit dem Song „Endlösung“ aus dem Zuhältertape Volume 3 (2009), auf dem er von der „Endlösung der Rapperfrage“ sprach. Strate kritisierte auch Kollegahs Bezüge auf NS-Verbrechen auf dem Zuhältertape Vol. 4 (2015), etwa die Textzeilen „Ich bring Schusswaffengeräusche wie die Schutzstaffel der Deutschen“ oder „Kid, es ist der Boss, der für ’ne Modezeitschrift Posen einnimmt wie die Wehrmacht, die in Polen einschritt.“
Im Song „NWO“ (2013) behandelte Kollegah die Verschwörungstheorie einer Neuen Weltordnung, sprach von Präsidenten als Marionetten einer „mächtigen Minderheit“ und Kriegen „unter dem zufriedenen Blick des allsehenden Auges“. Der Antisemitismusforscher Uffa Jensen sah in den eingestreuten Symbolen des Songs ein „Spiel mit antisemitischen Versatzstücken“.
Sein Video zum Track „Apokalypse“ vom Hoodtape Volume 2 (2016) beschrieb 13 Familien von Babylon über König Salomo bis zu den Illuminaten als weltbeherrschende, satanistische Mächte. Diese Motive entnahm er laut Leon Dische Becker (Der Freitag) aus Fritz Springmeiers Werk Bloodlines of the Illuminati: Dieses beschreibt die 13 Familien, darunter die Rothschilds, als Werkzeuge des Teufels und verweist auf das vorjüdische Alter des sechseckigen Sterns. Becker sah daher in Kollegahs Werken seit etwa 2013 eine Entwicklung von Selbstironie zu ausgedehnten politischen Verschwörungstheorien.
Des Weiteren stellte Kollegah in diesem Musikvideo die Menschheitsgeschichte als Kampf von „Gut“ gegen „Böse“ dar. Das Böse in Gestalt des Teufels trägt als einziges Symbol einen Ring mit Davidstern. Kollegah, Vertreter des Guten, führt die Endschlacht in Ostjerusalem auf dem Tempelberg gegen eine Übermacht des Bösen, die von einem Banker im Bankenzentrum von London gelenkt wird. Nachdem der Lenker beseitigt und sein Heer besiegt sind, bauen „Buddhisten, Muslime und Christen“ die zerstörte Welt wieder auf und es herrscht Frieden. Die Juden erwähnt er dabei nicht. Im Liedtext dazu kontrollieren die Illuminaten die „Politik und US-Präsidenten“ durch schwarze Magie und lenken die „Geschicke der Welt geschäftsmännisch“. Nach dem Wiederaufbau werden die gefährlichen schwarzen Bücher mit einer Bücherverbrennung beseitigt.
Kollegah erklärte auf Nachfragen des WDR: Der sechseckige Stern, das Hexagramm, sei viel älter als das Judentum. Für die Wissenschaftler Jakob Baier und Monika Schwarz-Friesel erzählen Bildsymbole und Text jedoch eine antisemitische Heilsgeschichte: Das am Davidstern kenntliche Judentum, das mit dem Teufel und internationaler Geldmacht identifiziert und dämonisiert werde, müsse beseitigt werden, damit die Menschheit dauerhaften Frieden erlangen könne. Daniel Dillmann (Frankfurter Rundschau) sah den Antisemitismus des Songs „in der Struktur, in der Kapitalismus- und Bankenkritik und in der Sprachfarbe des Raps“. Dieser „ästhetische Code“ deutschsprachiger Rapper werde als „institutionalisierter Normbruch“ in einer teilweise antisemitischen Gesellschaft gerechtfertigt. Für Becker sind die antisemitischen „plumpen Anspielungen“ in Kollegahs Video auf bei seinen Fans verbreitete Überzeugungen und eine Medienreaktion angelegt. Dafür spreche auch das anschließend veröffentlichte Video Hardcore mit Nazisymbolik. Auch Szenekenner kritisierten, Kollegah habe in unterhaltsamen Verschwörungstheorien übliche antisemitische Bilder „wiederholt und verbreitet“.
Auch in dem einen Tag nach „Apokalypse“ veröffentlichten Musikvideo TelVision bediente Kollegah gemeinsam mit KC Rebell, PA Sports und Kianush laut dem Antisemitismusforscher Jakob Baier das verschwörungsideologische Phantasma einer angeblichen jüdischen Einflussmacht im Informations- und Mediensektor. Im eine Woche später erschienenen Musikvideo zur Single „Hardcore“ vom Album Imperator (2016), das Kollegah als selbsternannten „Diktator“ und Herrscher über Arbeitssklaven in einem Steinbruch zeigt, finden sich laut Baier „Assoziationen zur faschistischen Symbolik und Ästhetik des Nationalsozialismus“, und zwar ohne „ironische Brechung, aus der sich eine Distanzierung Kollegahs von der faschistoiden Ästhetik ableiten ließe“.
Das Video Kollegah in Palästina (November 2016) zeigt seine Reise durch die palästinensischen Autonomiegebiete, bei der er die Sperranlagen zwischen Israel und dem Westjordanland besichtigte, das Flüchtlingslager Al-Amari besuchte und eine Schule unterstützte. Für den Rapper und Musikproduzenten Marcus Staiger war das Video eine Selbstinszenierung. Kollegah benutze Palästinenser nur als Stichwortgeber für sein rassistisches Konzept von Entwicklungshilfe: „Der weiße Mann packt an und die lila Scheine aus, fährt los und regelt das“. Er blende die Ursachen der Armut in den Autonomiegebieten und der tödlichen Zusammenstöße an israelischen Grenzübergängen aus, präsentiere sich als Staatsgast, lasse Frauen und Mütter kaum zu Wort kommen und ziele mit vielen anti-israelischen Hinweisen auf Beifall seiner Anhänger und Feinde. Die Autorin Sibylle Berg kritisierte, dass Kollegah den Staat Israel nicht besucht hatte und das Video keine Villen im Gazastreifen, keine verarmten Israelis, keine Palästinenser in Israels Regierung und keines der vielen Projekte für israelische und palästinensische Jugendliche zeigte. Statt die Komplexität des Nahostkonflikts einzufangen und zum Abbau des wechselseitigen Hasses beizutragen, habe er seine Anhänger nur mit Vorurteilen gegen Israel gefüttert. Im Musikvideo Fokus, veröffentlicht wenige Tage später, zeigt Kollegah Aufnahmen aus seinem Palästinavideo und beschreibt im Text dazu einen im Hintergrund agierenden Machtzirkel mit verschwörungsideologischen Codes wie „CFR“, „Bilderberger“ oder „New World Order“ und macht ihn für alles Unheil dieser Welt verantwortlich. Durch diese Kontrastierung der Verschwörungserzählungen im Liedtext mit Aufnahmen israelischer Grenzanlagen und einer „leidenden palästinensischen Zivilbevölkerung“ lieferte er laut Jakob Baier Deutungsangebote, die suggerieren, der Staat Israel stehe „mit jenen global agierenden destruktiven Kräften im Bunde“.
Im Disstrack HS.HC von PA Sports, der sich auch gegen den jüdischen Rapper Sun Diego richtet, sang Kollegah den Refrain, der den abgekürzten Titel auflöst: „Deutscher Rap sieht homo aus, ’ne Modenschau von Yoloclowns, Schluss mit den Faxen – Hurensohn-Holocaust.“
Nachdem die hessische Landesregierung, der Zentralrat der Juden in Deutschland und andere „Antisemitismus, Homophobie und Gewalt gegen Frauen“, Minderheiten und Schwächere in Kollegahs Raptexten kritisiert hatten, zog der Stadtrat von Rüsselsheim am Main eine Einladung an Kollegah zum Hessentag 2017 mit knapper Mehrheit wieder zurück.
Kollegah verteidigte sich auf Facebook gegen den Antisemitismusvorwurf und erklärte, viele Kritiker verstünden immer noch nicht die Rolle des Battleraps. Im März 2017 versicherte er in einem Gespräch mit Shahak Shapira, Kat Kaufmann und Ali As, er sei kein Antisemit und kritisiere nur Israels Politik, die er strikt vom jüdischen Glauben trenne. Die Textzeile „Ich leih dir Geld, doch nie ohne 'nen jüdischen Zinssatz mit Zündsatz“ aus dem Song „Sanduhr“ stamme nicht von ihm. Homophobe oder frauenfeindliche Texte seien im Battlerap gängiges Stilmittel zum Herabsetzen der Gegner. Er kritisierte antisemitische Klischees mancher Fans, ließ jedoch antisemitische Kommentare auf seiner Facebook-Seite stehen. Er meinte, nur die Juden („ihr“) sähen sich „in der Opferrolle“.
Auf den Disstracks 0815 und Gamechanger des Albums Jung Brutal Gutaussehend 3 (Dezember 2017) rappten Farid Bang und Kollegah unter anderem: „Mein Körper definierter als von Auschwitz-Insassen“ – „Mache wieder mal ’nen Holocaust, komm an mit dem Molotow.“ In Kollegahs Refrain heißt es: „Dieses Album kommt, weil ihr wieder Ansagen braucht / Fuck mich ab und ich stopfe dir ’ne Pumpgun ins Maul / Dreißig Kilo auf dem Rücksitz, Schlampe / JBG 3, keine 08/15-Bande.“ Ein Rezensent von Rap.de fand die Reime auch unter rein rhythmisch-poetischen Aspekten schlecht. Die „makabren Zeilen“ seien meist nur „ein stumpfer Schocker“ ohne Pointe und doppelbödigen schwarzen Humor, „nur um sein fades Album aussehen zu lassen wie eine mutige, tabulose Grenzüberschreitung“. Damit versuchten die Rapper sich ihrem Ruf gemäß „als respektlose Kerle mit losem Mundwerk und lässig-niedriger Hemmschwelle zu inszenieren“. Diese rhetorischen Mittel seien musikhistorisch ausgereizt, berechenbar, erzwungen, substanzlos und daher aktuell nur noch peinlich.
Das Album wurde wegen hoher Verkaufszahlen für die Echoverleihung 2018 nominiert. Wegen der Holocaustvergleiche forderten die Bildzeitung und weitere deutsche Medien den Ausschluss beider Rapper vom Echo. Auf Kritik der Holocaustüberlebenden Esther Bejarano entschuldigte sich Bang bei ihr, verwies aber zugleich auf tausende Hörer, die die Zeilen nicht als „rassistisch oder hetzend“ empfänden. Kollegah rief seine Fans mit mehreren Videos auf, endlich die Macht der „Mainstream-Medien“ zu brechen und sich nicht weiter „verarschen“ zu lassen. Er bot jedem Journalisten 25.000 Euro für „objektive“ Berichte über die Falschmeldung „Pizzagate“ an und lud alle Juden kostenlos zu seinen Konzerten ein. Eine antisemitische Karikatur in der Erstausgabe des Ansage-Videos stellte Juden mit Hakennasen als Kontrolleure von Federal Reserve Bank, Wall Street, sozialen Medien, Hollywood, Fernsehen, Justiz, „Krebs-Industrie“ und „Pornografie-Industrie“ dar. Kollegah erklärte, diese Grafik sei ohne sein Wissen erstellt worden, und ließ sie in späteren Video-Versionen unkenntlich machen.
Für Jens-Christian Rabe (Süddeutsche Zeitung – SZ) erweckte Kollegahs Umgang mit Kritik den „Eindruck einer gruseligen Mischung aus Gewissen- und Verantwortungslosigkeit gepaart mit geschäftlichen Kalkül und verblüffend trotziger Dummheit.“ Am 7. April 2018 missbilligte der Bundesverband Musikindustrie die Wortwahl auf dem Album, erklärte dessen Nominierung jedoch im Rahmen der Kunstfreiheit für zulässig. Dennis Sand (Die Welt) meinte: „Ob Kollegah wirklich ein Antisemit ist oder ob er nur aus Fahrlässigkeit und Unwissen antisemitische Stereotype verbreitet hat, ist an dieser Stelle nicht nachzuvollziehen. Dafür bedarf es eines Dialoges.“
Am 12. April 2018 (dem Holocaustgedenktag in Israel) erhielten Kollegah und Bang den Echo-Musikpreis für das Album JBG 3. Nur Campino kritisierte bei der Verleihung: „Wenn es um frauenverachtende, homophobe, rechtsextreme und antisemitische Beleidigungen geht“, sei für ihn die Grenze der Kunstfreiheit überschritten. Aus Protest gegen die Preisvergabe gaben der Bassist Klaus Voormann, das Notos Quartett, der Dirigent Enoch zu Guttenberg, der Rockmusiker Marius Müller-Westernhagen und der jüdische Pianist Igor Levit ihre früheren Echopreise zurück. Levit erklärte, die Vergabe an Kollegah und Bang sei „ein vollkommen verantwortungsloser, unfassbarer Fehltritt der Echo-Jury“: „Antisemitischen Parolen eine solche Plattform und Auszeichnungen zu geben, ist unerträglich.“ Zu den Kritikern gehörten auch die Rockmusiker Peter Maffay und Wolfgang Niedecken. Der Dirigent Daniel Barenboim kündigte die Rückgabe sämtlicher Echos der von ihm geleiteten Staatskapelle Berlin und des West-Eastern Divan Orchestra an. Der Beschluss sei gefallen, weil eine angemessene Reaktion der Echopreisverleiher auf die Albumtexte ausgeblieben sei. Diese seien eindeutig „antisemitisch, frauenfeindlich, homophob und allgemein menschenverachtend“. Der Musikmoderator Peter Illmann sprach sich für einen Boykott des Albums aus und forderte „die jüngeren Künstler wie Helene Fischer oder Mark Forster“ auf, ebenfalls öffentlich Stellung zu beziehen. Fischer äußerte einige Tage später Kritik an Kollegah, Farid Bang und deren Auftritt, zeigte sich jedoch verärgert, dass das Thema in den Medien mit ihrem Namen „verknüpft“ und ihr „Schweigen“ kritisiert worden sei. In der deutschen Rapszene solidarisierten sich hingegen Vertreter des deutschsprachigen Gangsta-Rap wie Massiv, PA Sports, Summer Cem und Bushido öffentlich mit Kollegah und Farid Bang. Nur wenige Rapper wie Juse Ju oder Retrogott, die keine Vertreter des Gangsta-Rap sind, übten Kritik an Kollegah. Die Rapperin Sookee hatte schon vor der Echopreisdebatte auf Kollegahs und Farid Bangs frauenfeindliche Texte sowie antisemitische Tendenzen im deutschsprachigen Rap hingewiesen. Sie solidarisierte sich mit Campino. Die Antilopen Gang kritisierte Kollegahs Video und seine Erklärung dazu: „Unterdessen hat ein deutscher Rapper wieder etwas hingepfuscht / Und klärt uns auf mit Geheimwissen im Interview / Die Zionisten-Weltverschwörungswürfel sind gefallen / Jeder sagt es, aber meint danach, man dürfe es nicht sagen.“ Laut der Band gerieten bei der Debatte Kollegahs israelfeindliche und verschwörungsideologische Positionierungen aus dem Blick.
Der Bundesverband Musikindustrie bezeichnete den Preis für das Album nachträglich als „Fehler“ und kündigte eine Reform des Echopreisverfahrens an. Der Deutsche Kulturrat und der Präsident des Deutschen Musikrats Martin Maria Krüger traten aus dem Echo-Beirat aus. Ein Hauptsponsor des Preises zog sich wegen der Holocaustvergleiche zurück, ein weiterer forderte eine Aufarbeitung vom Veranstalter. Die Bertelsmann-Tochterfirma BMG Rights Management, die das Album mitproduziert und verkauft hatte, erklärte: Die vielen Käufer des Albums zeigten, dass der Text sie nicht so sehr verletzt habe. Am 19. April 2018 erklärte BMG, man lasse die Zusammenarbeit mit Kollegah und Farid Bang ruhen. Der Vorstandschef entschuldigte sich „bei den Menschen, die sich verletzt fühlen.“ Er kündigte an, BMG werde eine Kampagne gegen Antisemitismus an Schulen mit rund 100.000 Euro fördern.
Manche Kommentatoren meinten, schon die Nominierung des Albums hätte solche Reaktionen erfordert. Die Antilopen Gang erklärte, die Zeile über Auschwitz sei tatsächlich eine im Battlerap übliche Punchline. Mit der Empörung darüber wichen die „wieder gut gewordenen Deutschen, bekanntlich stolz auf ihre Erinnerungskultur“, der notwendigen Debatte über den massenhaften Verkauf „reaktionärer Inhalte“ in der Musikindustrie aus: „Eine Diskussion über den Antisemitismus von Kollegah, der an Chemtrails und Pizzagate, aber nicht an die Evolution glaubt, findet in der aktuellen Debatte überhaupt nicht statt.“ Kollegah gehe es kaum noch um HipHop oder Kunst. Er verhalte sich bei YouTube „mittlerweile wie ein faschistischer Agitator“ und schüre dort den „Volkszorn gegen die Mächtigen, die Medien und andere Feinde“. Am 25. April 2018 entschied der Bundesverband Musikindustrie, den Echopreis durch ein anderes Preisverfahren zu ersetzen, damit der Preis nicht mehr als Plattform für Antisemitismus, Frauenverachtung, Homophobie oder Gewaltverharmlosung wahrgenommen werden könne.
Ermittlungen nach einer Strafanzeige wegen Volksverhetzung im Song 0815 gegen Kollegah, Farid Bang und den Vorstandschef von BMG Hartwig Masuch wurden am 16. Juni 2018 eingestellt. Die Düsseldorfer Staatsanwaltschaft befand, die vielen vulgären, menschen- und frauenverachtenden Gewalt- und Sexfantasien in den Liedtexten seien als Teil des Genres „Gangsta-Rap“ von der Kunstfreiheit gedeckt. Die Textzeilen „Mein Körper definierter als von Auschwitzinsassen“ und „Mache mal wieder 'nen Holocaust“ seien keine Leugnung, Billigung oder Verharmlosung des Holocausts und der NS-Herrschaft und keine Aufforderung zur Gewalt, sondern eine für den „Gangsta-Rap“ typische Glorifizierung von Kriminalität und Gewalt.
Am 7. Juni 2018 besuchten Kollegah und Farid Bang privat die Gedenkstätte im früheren KZ Auschwitz I (Stammlager) und legten dort Blumen für die Opfer nieder. Im Oktober 2018 erklärte Kollegah, der Auschwitzbesuch habe ihn sehr verändert. „Wenn du mit eigenen Augen siehst, wie dort fabrikmäßig Menschen vergast wurden, vergisst du das nie.“ Er werde die Begriffe ‚Auschwitz‘ und ‚Holocaust‘ in Rap-Songs nie wieder benutzen und habe eingesehen, „dass das echt verletzend sein kann“. Am 9. November 2018 (dem Jahrestag der Novemberpogrome 1938) erklärte Kollegah in einem Interview, er habe „dem Volk mit der Abschaffung des Echos auch etwas Gutes getan“. Außerdem behauptete er, in den Palästinensergebieten geschehe genau das Gleiche „wie bei uns damals in Deutschland – nämlich während des Holocaust“. Er bejahte auf Nachfrage, ob dort ebenfalls ein beabsichtigter Völkermord geschehe: „Natürlich“, das wisse doch jeder.
Für Benny Fischer (Jüdische Allgemeine) ist diese Aussage „per definitionem antisemitisch“. Kollegah habe sich zunächst als Opfer einer Hetzkampagne inszeniert, dann die Verbrechen der Nazis relativiert und zugleich Israel dämonisiert. Die Verknüpfung von Israelhass, Holocaustrelativierung und Verschwörungstheorien komme bei seinem Publikum einfach gut an. Seine Argumentationsweise erinnere an die Polemik der vermeintlich neuen Rechten. Die Hip-Hop-Szene müsse sich davon klar abgrenzen. Auch für Jakob Baier ist Kollegahs Äußerung ein klassisches Merkmal des israelbezogenen Antisemitismus. Kollegahs „strukturell antisemitische Interpretation globaler Herrschaftsverhältnisse“ könne jungen Menschen attraktiv erscheinen: Zum einen erführen sie eine „Aufwertung, indem sie sich in Abgrenzung zu den bösen gesellschaftlichen Kräften auf der Seite der Guten verorten und sich in der verschwörungsideologischen Wahrnehmung als Teil einer erleuchteten Schicksalsgemeinschaft wähnen können“, zum anderen biete sein „konspirativ-antisemitisches Weltbild“, in dem abstrakte gesellschaftliche Prozesse durch Projektion auf Juden personalisiert werden, ihnen eine „allumfassende Scheinerklärung für unverstandene und negative Phänomene der modernen Gesellschaft“. Dieses Weltbild könne zum Wunsch nach einer Vernichtung der vermeintlich Schuldigen und somit zu Gewalt gegen Juden führen.
Ein für den 9. November 2019 geplantes Konzert Kollegahs in Rastatt sagte deren Gemeinderat zwei Wochen vorher ab: Das Konzertdatum (der Jahrestag der Novemberpogrome 1938) sei mit den „antisemitischen, gewaltverherrlichenden und frauenverachtenden Texten“ des Rappers unvereinbar. Der Bürgermeister betonte: „Denn als aufrechte Demokraten tragen wir Verantwortung, das Erinnern an die Gräueltaten des Naziregimes am 9. November hochzuhalten“. Der Gemeinderat erklärte, ein Kollegah-Konzert in Rastatt sei auch an keinem anderen Tag erwünscht.
Auf seinem Album Alphagene II (Dezember 2019) hielt sich Kollegah mit Gewaltfantasien, Rassismus und politischen Aussagen zurück. Jens Balzer (Deutschlandfunk) vermutete, nach der Absage einiger Konzerte habe sich Kollegah „entschieden, in puncto Antisemitismus mal eine Pause einzulegen“. Seine Fans wüssten seine wenigen Anspielungen jedoch zu deuten, etwa auf Türme des Bankensystems, unter denen die Menschen geknechtet würden.
In München wollte das Backstage im Dezember 2019 ein Konzert mit Kollegah veranstalten und lud dazu seine Kritiker zu einem offenen Dialog ein. Alle Parteien lehnten den öffentlichen Dialog ab. Kritiker wie Charlotte Knobloch (Israelitische Kultusgemeinde), der Verband jüdischer Studenten in Bayern, das Linke Bündnis gegen Antisemitismus und andere forderten, Musikern, die Antisemitismus schüren, keine Bühne zu geben, und den Rapper auszuladen. Auch Bayerns Antisemitismus-Beauftragter Ludwig Spaenle kritisierte das geplante Konzert. Daraufhin sagten das Backstage und der VIP Club das ausverkaufte Konzert kurzfristig ab. Nach Angaben der Münchner Polizei hatte Kollegah selbst entschieden, nicht im VIP Club aufzutreten. Laut Veranstalter war die „absolut destruktive Haltung des Künstlers“ ausschlaggebend für die Absage. Er habe sich nicht von antisemitischen Aussagen distanziert und sich noch im November 2019 über seine Kritiker lustig gemacht.

### Coaching-Programm
Im April 2019 kündigten Kollegah und der Verkaufstrainer Dirk Kreuter ein Coaching als „AlphaOffensive“ an, das pro Person bis zu 2.500 Euro kosten sollte. Nach heftigen Protesten sagte Kollegah das Vorhaben über seinen YouTube-Kanal ab und distanzierte sich öffentlich von den Geschäftspraktiken seiner Partner. Doch seit März 2019 hatte er mit der Beratungsfirma Baulig Consulting ein Coachingprogramm namens Alpha Mentoring eingeleitet. Es wirbt ohne Angabe von Preisen um Fans, die in ihrer Bewerbung angeben müssen, was sie verdienen und warum Kollegah gerade sie für das Programm auswählen solle. Er verspricht Lebenshilfe für männliche Geringverdiener mit Beziehungsproblemen und Minderwertigkeitskomplexen. Nach Recherchen der Medien Vice und BuzzFeed, die einen Journalisten verdeckt an einem solchen Kurs teilnehmen ließen, verlangt die Firma Baulig 2000 Euro pro Person für einen mehrwöchigen Kurs. Kollegah verdiene daran hunderttausende Euro für wenig Gegenleistungen. Rund 150 Personen nahmen im Juli 2019 an dem Programm teil, meist junge Männer zwischen 18 und 28 Jahren. Kollegah kommunizierte nur einmal wöchentlich per Videochats mit ihnen. Auf Nachfragen von Vice nach seiner Qualifikation verwies er auf seine eigenen Erfolge und erklärte, der Begriff Coach sei gesetzlich nicht geschützt. Der Kunde urteile selbst über seine Qualifikation. Die Preise und Leistungen seien marktüblich. Die Medienbeobachter kritisierten, dass er von den Problemen der Teilnehmer keine Kenntnis habe, die Kurse zum Verbreiten von Verschwörungstheorien nutze und junge Menschen dort erniedrigt und finanziell ausgebeutet würden. So habe Kollegah behauptet, die Weltordnung sei ein „Pyramidensystem“ und die Menschen an der Spitze bekämen direkte Befehle vom Satan. Ein Mitarbeiter habe den Journalisten massiv zum Vertragsabschluss gedrängt, als dieser aus dem Kurs aussteigen wollte. Experten beurteilten das Programm nach den Recherchen als unseriös, als Täuschung der Teilnehmer, als Guru-Bewegung und Gehirnwäsche.
Kollegah und die Firma Baulig gingen mit elf Abmahnungen gegen die kritischen Berichte von Vice und BuzzFeed vor. Kollegah beklagte Verletzungen seines Persönlichkeitsrechts. Die Redaktionen von Vice und Buzzfeed erhielten ihre Darstellung jedoch aufrecht und nannten Kollegahs Vorwürfe haltlos. Auch der Axel Springer Verlag und die Süddeutsche Zeitung erhielten Abmahnungen Kollegahs zu Anschlussberichten, die die Angaben von Vice und Buzzfeed übernahmen. Er wollte auch dem Bayerischen Rundfunk die Angabe verbieten, Journalisten von Vice hätten sich „über Wochen“ in sein Coachingprogramm eingeschleust. Das Oberlandesgericht München entschied jedoch im Dezember 2019, die Aussage sei die einzig mögliche Schlussfolgerung aus dem Vice-Bericht vom Juli 2019, und wies das Verlangen nach einer Gegendarstellung ab.

### Geldstrafe von 100.000 Euro
2019 hatten Kollegah und Jigzaw in ihrem gemeinsamen Song Medusablick sexistische Gewaltfantasien über die beiden Töchter von Robert Geiss und Carmen Geiss verbreitet. Am 15. Oktober 2019 stellten die Eltern einen Strafantrag wegen Beleidigung und Bedrohung und auf Unterlassung der Liedzeilen vor dem Landgericht Mannheim. Im November 2019 verurteilte das Gericht Kollegah und seine Plattenfirma Alpha Music Empire zu einer Geldstrafe von insgesamt 100.000 Euro. Das Album durfte nicht mit dem ursprünglichen Text weiter verkauft werden, weil es laut Urteilsbegründung vom 2. Juni 2020 das Persönlichkeitsrecht der beiden jungen Frauen schwerwiegend verletzte. Daraufhin änderten die Rapper die fraglichen Textzeilen.

### Strafprozesse wegen Körperverletzung
Nach einer Disco-Schlägerei am 29. Juni 2013 in Freilassing zeigten zwei Gäste Kollegah wegen gefährlicher Körperverletzung an: Er habe einen Gast niedergeschlagen und dem anderen das Nasenbein gebrochen. Kollegah erklärte, er habe in Notwehr gehandelt und sei selbst getreten, geschlagen und gewürgt worden. Nach einem Freispruch mangels Beweisen und dem Berufungsverfahren stellte das Landgericht Traunstein das Verfahren mit Einwilligung der Anklage nach § 153a StPO gegen eine Geldauflage von 40.000 Euro an gemeinnützige Organisationen und je 3.000 Euro an die beiden Geschädigten ein.
Bei einem Konzert am 18. März 2017 in Leipzig sollte auf der Bühne ein üblicher Battle-Rap zwischen zwei Zuschauern ausgetragen werden. Als ein Teilnehmer nach Kollegahs Sonnenbrille griff, wies dieser ihn zuerst ab, schubste ihn dann weg, versetzte ihm einen Fußtritt und schlug ihm mit der Faust ins Gesicht. Nachdem Sicherheitskräfte den Teilnehmer von der Bühne geschleift hatten, setzte Kollegah das Konzert fort. Nach viel Kritik im Internet an seinem Verhalten und Medienberichten darüber zeigte ein Unbeteiligter Kollegah am 20. März an. Später meldete sich der Geschlagene bei den Ermittlern. Kollegah behauptete, er sei von ihm bedroht und beleidigt worden. Er wurde im August 2017 zu einer Geldstrafe von 18.000 Euro verurteilt; sein Anwalt legte gegen den Strafbefehl zunächst Einspruch ein, zog diesen aber im Dezember 2017 schließlich wieder zurück.

## Andere Aktivitäten

### Bosstransformation
Im Januar 2014 brachte Kollegah unter dem Titel Bosstransformation sein eigenes Fitness- und Ernährungsprogramm auf den Markt. Er gab an, es sei ihm damit gelungen, seinen Körperfettanteil „von schwabbeligen 22 % auf staubtrockene 7 % zu senken und gleichzeitig erheblich Muskelmasse aufzubauen“. Zu diesem Thema erschien am 1. April 2014 sein ironischer Rap-Song Von Salat schrumpft der Bizeps. Nach seinen Angaben führten über 10.000 Menschen das Ernährungsprogramm durch.

### Alpha Music Empire
Im September 2016 gründete Kollegah sein eigenes Label Alpha Music Empire. Zuvor war er bei Selfmade Records unter Vertrag. Als erstes Signing wurde der deutsche Rapper Seyed bekanntgegeben. Im August 2016 wurde bekanntgegeben, dass Kollegah sich mit Warner Music Group über einen Vertriebsdeal geeinigt hat.

### Tourneen
Kollegah spielte in seiner Karriere bis jetzt zwölf Tourneen. Auf sechs war der deutsche Rapper Favorite vertreten.
| Jahr | Tournee                                               | Tourneedaten |
| ---- | ----------------------------------------------------- | --- |

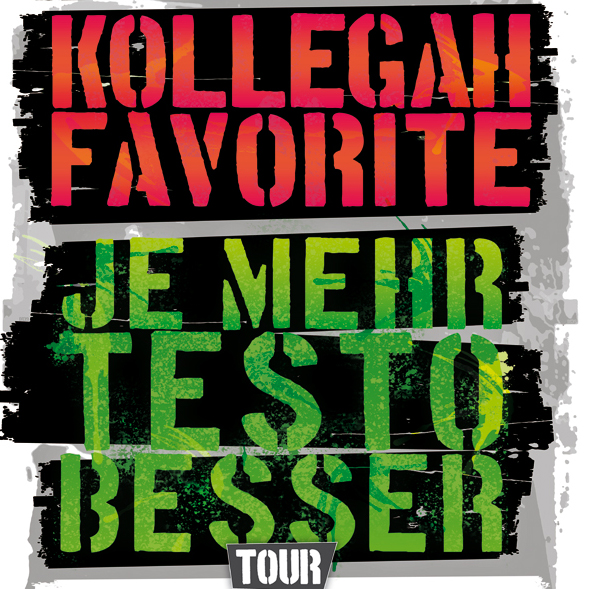
Tourposter zur „Je mehr Testo besser Tour“

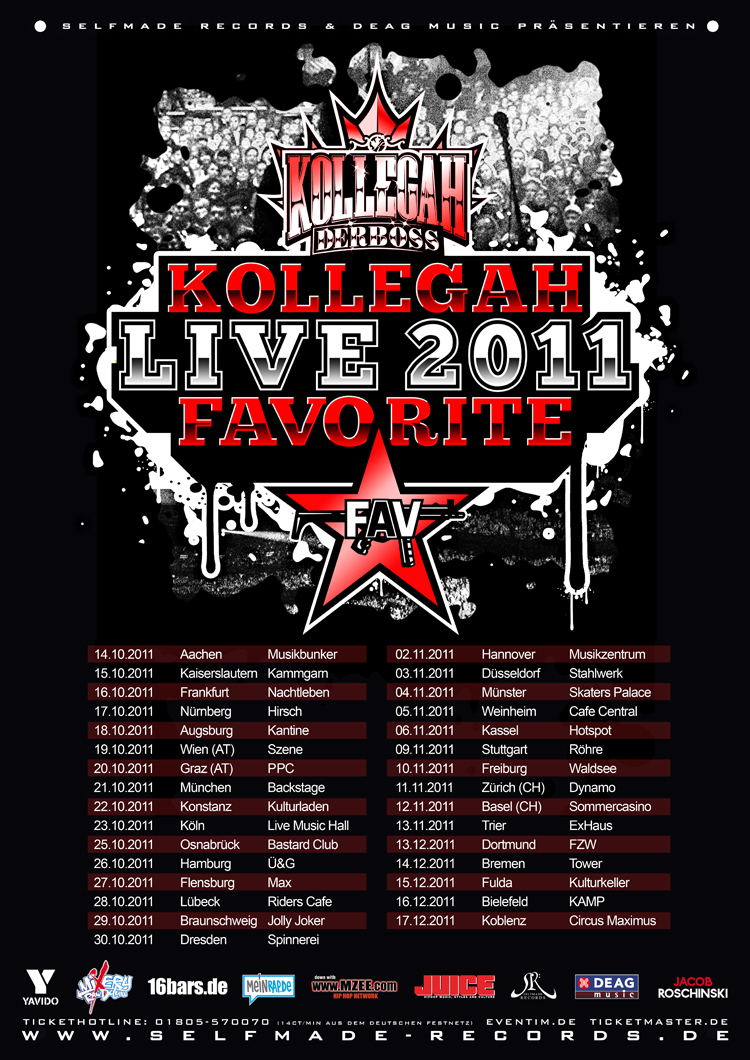
Tourposter zur „Live 2011 Tour“

| 2007 | Showtime, Bitch! Tour mit Favorite, Shiml & Slick One | 12 Konzerte - 18.10. – Köln (mit Casper) - 19.10. – Lahr (mit JAW) - 20.10. – Lörrach (mit JAW) - 21.10. – Weinfelden (mit MontanaMax) - 22.10. – Stuttgart (mit MontanaMax) - 23.10. – Dortmund (mit Casper und Flipstar) - 24.10. – Braunschweig (mit Pimpulsiv) - 25.10. – Berlin - 26.10. – Dresden (mit MontanaMax) - 27.10. – Weißwasser (mit MontanaMax) - 01.11. – Wien (mit Mastino 10) - 02.11. – München (mit Pretty Mo) |
| 2008 | Alphagene Tour mit Favorite, Massimo & Tarek          | 7 Konzerte - 28. April – Köln - 29. April – Frankfurt - 30. April – Berlin - 1. Mai – Hamburg - 2. Mai – München - 3. Mai – Wien - 4. Mai – Stuttgart |
| 2009 | Mittelfinger Hoch Tour mit Casper, Favorite & Shiml   | 15 Konzerte - 8. April – Hannover - 9. April – Berlin - 10. April – Dresden - 11. April – Weinheim - 12. April – Frankfurt - 15. April – Bremen - 16. April – Hamburg - 17. April – Köln - 18. April – Osnabrück - 19. April – Essen - 20. April – Stuttgart - 21. April – Nürnberg - 22. April – Fulda - 23. April – München - 25. April – München |
| 2010 | Teens for Cash Tour mit Favorite                      | 20 Konzerte - 17. Februar – Hannover - 18. Februar – Osnabrück - 19. Februar – Kiel - 20. Februar – Hamburg - 22. Februar – Stuttgart - 23. Februar – Duisburg - 24. Februar – Frankfurt - 25. Februar – Würzburg - 26. Februar – Münster - 27. Februar – Köln - 2. April – Zürich - 11. April – Bremen - 16. April – Magdeburg - 17. April – Bochum - 23. April – Kassel - 24. April – Chemnitz - 27. April – Wien - 28. April – München - 29. April – Innsbruck - 29. April – Dornbirn |
| 2010 | Je mehr Testo besser Tour mit Favorite                | 10 Konzerte - 12. November – Dresden - 13. November – Braunschweig - 18. November – Kiel - 19. November – Osnabrück - 20. November – Weinheim - 26. November – Lindau - 27. November – Saarbrücken - 15. Dezember – Fulda - 16. Dezember – Aachen - 17. Dezember – Kaiserslautern |
| 2011 | Live 2011 Tour mit Favorite                           | 31 Konzerte - 14. Oktober – Aachen - 15. Oktober – Kaiserslautern - 16. Oktober – Frankfurt - 17. Oktober – Nürnberg - 18. Oktober – Augsburg - 19. Oktober – Wien - 20. Oktober – Graz - 21. Oktober – München - 22. Oktober – Konstanz - 23. Oktober – Köln - 25. Oktober – Osnabrück - 26. Oktober – Hamburg - 27. Oktober – Flensburg - 28. Oktober – Lübeck - 29. Oktober – Braunschweig - 30. Oktober – Dresden - 2. November – Hannover - 3. November – Düsseldorf - 4. November – Münster - 5. November – Weinheim - 6. November – Kassel - 9. November – Stuttgart - 10. November – Freiburg - 11. November – Zürich - 12. November – Basel - 13. November – Trier - 13. Dezember – Dortmund - 14. Dezember – Bremen - 15. Dezember – Fulda - 16. Dezember – Bielefeld - 17. Dezember – Koblenz |
| 2013 | JBG 2 Tour mit Farid Bang                             | 12 Konzerte - 3. April – Hamburg - 4. April – Hannover - 5. April – Oberhausen - 6. April – Zürich - 7. April – Stuttgart - 8. April – Frankfurt - 9. April – München - 10. April – Nürnberg - 11. April – Wien - 12. April – Dresden - 13. April – Münster - 14. April – Köln |
| 2014 | King Tour                                             | 24 Konzerte - 10. September – Frankfurt - 11. September – Saarbrücken - 12. September – Trier - 13. September – Köln - 14. September – Hamburg - 16. September – Hannover - 17. September – Kiel - 18. September – Rostock - 19. September – Leipzig - 20. September – Wien - 22. September – Nürnberg - 23. September – München - 24. September – Stuttgart - 26. September – Zürich - 27. September – Heidelberg - 28. September – Freiburg - 30. September – Osnabrück - 1. Oktober – Aurich - 2. Oktober – Münster - 4. Oktober – Oberhausen - 5. Oktober – Magdeburg - 6. Oktober – Kassel - 7. Oktober – Würzburg |
| 2016 | Red Light Tour                                        | 22 Konzerte - 17. März – München - 18. März – Nürnberg - 19. März – Stuttgart - 24. März – Berlin - 25. März – Hamburg - 31. März – Freiburg - 1. April – Oberhausen - 2. April – Köln - 16. April – Magdeburg - 17. April – Hannover - 21. April – Offenbach - 22. April – Kempten - 23. April – Zürich - 24. April – Heidelberg - 27. April – Innsbruck - 28. April – Luxemburg - 29. April – Würzburg - 30. April – Wien - 1. Mai – Ingolstadt - 5. Mai – Dresden - 6. Mai – Leipzig - 7. Mai – Bremen |
| 2017 | Imperator Tour                                        | 19 Konzerte - 18. März – Leipzig - 19. März – München - 21. März – Berlin - 22. März – Hannover - 24. März – Kiel - 26. März – Hamburg - 28. März – Mannheim - 29. März – Stuttgart - 30. März – Frankfurt - 30. März – Oberhausen - 1. April – Würzburg - 2. April – Kassel - 5. April – Wien - 6. April – Graz - 9. April – Ravensburg - 11. April – Nürnberg - 12. April – Regensburg - 15. April – Esch an der Alzette - 16. April – Köln |
| 2018 | JBG 3 Tour mit Farid Bang                             | 15 Konzerte - 5. Januar – Köln - 6. Januar – Münster - 8. Januar – München - 9. Januar – Wien - 10. Januar – Nürnberg - 13. Januar – Stuttgart - 14. Januar – Mannheim - 15. Januar – Hannover - 17. Januar – Hamburg - 18. Januar – Berlin - 19. Januar – Leipzig - 20. Januar – Frankfurt - 22. Januar – Bremen - 23. Januar – Oberhausen - 24. Januar – Bielefeld |
| 2019 | Monument Tour mit Juri und Asche                      | 15 Konzerte - 10. Oktober – Hannover - 11. Oktober – Berlin - 12. Oktober – Wien - 7. November – Hamburg - 8. November – Oberhausen - 9. November – Rastatt (abgesagt) - 11. November – Zürich - 12. November – Köln - 13. November – Bielefeld - 14. November – Leipzig - 10. Dezember – Offenbach - 11. Dezember – Saarbrücken - 12. Dezember – Nürnberg - 13. Dezember – Dresden - 14. Dezember – München (abgesagt) |

### Spender
Im Herbst 2018 flog Kollegah mit dem Düsseldorfer Tierschutzverein Notpfote Animal Rescue e. V. in deren Partner-Tierheim in Ungarn, um dort einen Hund zu adoptieren. Dazu drehte er mit seinem Team einen Spendenaufruf, der innerhalb eines Monats die Finanzierung einer eigenen Stromversorgung des Tierheims sicherstellte. Im Frühjahr 2019 gewann die Autorin Xenia Hügel mehrere prominente Spender für ihr Hilfsprojekt Sounds of Hope Children Center in Uganda, darunter Kollegah. Im Vorfeld einer Tournee spendete er einen unbekannten Betrag für ein Klassenzimmer und einen Brunnen auf dem Areal eines Waisenhauses in Kampala.

## Diskografie
Studioalben
Bisher erschienen elf Studioalben des Künstlers, von denen alle in die Charts einstiegen. Von seinem vierten Studioalbum King an belegten fünf aufeinanderfolgende Studioalben bis Alphagene II die Spitzenposition in den deutschen Charts. Der Tonträger King ist zugleich das erfolgreichste Album Kollegahs mit über 325.000 verkauften Einheiten, gefolgt von dem Zuhältertape Vol. 4 mit über 217.500 Verkäufen. Insgesamt wurden Kollegahs Studioalben mit zwei Goldenen Schallplatten und zwei Platin-Schallplatten in Deutschland und jeweils einer Goldenen und einer Platin-Schallplatte in Österreich und der Schweiz ausgezeichnet. King hielt sich mit 23 Wochen am längsten in den deutschen Charts. Die Gesamtverkäufe seiner Studioalben belaufen sich auf über 742.500, von denen er für 662.500 verkaufte Einheiten Schallplattenauszeichnungen erhielt.

| Jahr | Titel Musiklabel                                                        | Höchstplatzierung, Gesamtwochen, AuszeichnungChartplatzierungen (Jahr, Titel, Musiklabel, Platzierungen, Wochen, Auszeichnungen, Anmerkungen) | Höchstplatzierung, Gesamtwochen, AuszeichnungChartplatzierungen (Jahr, Titel, Musiklabel, Platzierungen, Wochen, Auszeichnungen, Anmerkungen) | Höchstplatzierung, Gesamtwochen, AuszeichnungChartplatzierungen (Jahr, Titel, Musiklabel, Platzierungen, Wochen, Auszeichnungen, Anmerkungen) | Anmerkungen                                                 |
| Jahr | Titel Musiklabel                                                        | DE | AT | CH | Anmerkungen                                                 |
| ---- | ----------------------------------------------------------------------- | --- | --- | --- | ----------------------------------------------------------- |
| 2007 | Alphagene Selfmade Records                                              | DE51 (1 Wo.)DE | — | — | Erstveröffentlichung: 16. November 2007 Verkäufe: + 20.000  |
| 2008 | Kollegah Selfmade Records                                               | DE17 (2 Wo.)DE | AT48 (1 Wo.)AT | — | Erstveröffentlichung: 29. August 2008 Verkäufe: + 20.000    |
| 2011 | Bossaura Selfmade Records                                               | DE5 (4 Wo.)DE | AT19 (2 Wo.)AT | CH14 (1 Wo.)CH | Erstveröffentlichung: 14. Oktober 2011 Verkäufe: + 40.000   |
| 2014 | King Selfmade Records                                                   | DE1 ×3Dreifachgold · (23 Wo.)DE | AT1 Platin · (15 Wo.)AT | CH1 Gold · (11 Wo.)CH | Erstveröffentlichung: 9. Mai 2014 Verkäufe: + 325.000       |
| 2015 | Zuhältertape Vol. 4 Selfmade Records                                    | DE1 Platin · (22 Wo.)DE | AT2 Gold · (11 Wo.)AT | CH2 Gold · (9 Wo.)CH | Erstveröffentlichung: 11. Dezember 2015 Verkäufe: + 217.500 |
| 2016 | Imperator Alpha Music Empire                                            | DE1 Gold · (20 Wo.)DE | AT1 (7 Wo.)AT | CH1 (6 Wo.)CH | Erstveröffentlichung: 9. Dezember 2016 Verkäufe: + 100.000  |
| 2018 | Monument Alpha Music Empire                                             | DE1 (13 Wo.)DE | AT1 (7 Wo.)AT | CH1 (9 Wo.)CH | Erstveröffentlichung: 7. Dezember 2018                      |
| 2019 | Alphagene II Alpha Music Empire                                         | DE1 (11 Wo.)DE | AT7 (8 Wo.)AT | CH3 (7 Wo.)CH | Erstveröffentlichung: 13. Dezember 2019                     |
| 2021 | Zuhältertape Vol. 5 Alpha Music Empire                                  | DE5 (6 Wo.)DE | AT3 (5 Wo.)AT | CH2 (5 Wo.)CH | Erstveröffentlichung: 8. Oktober 2021                       |
| 2022 | Free Spirit Alpha Music Empire                                          | DE8 (5 Wo.)DE | AT9 (3 Wo.)AT | CH10 (1 Wo.)CH | Erstveröffentlichung: 5. August 2022                        |
| 2023 | La Deutsche Vita Alpha Music Empire                                     | DE1 (5 Wo.)DE | AT10 (2 Wo.)AT | CH6 (3 Wo.)CH | Erstveröffentlichung: 7. Juli 2023                          |
| 2023 | C.B.A. – Cross Border Armageddon – The English Album Alpha Music Empire | DE83 (1 Wo.)DE | — | — | Erstveröffentlichung: 3. November 2023                      |
| 2024 | Still King Alpha Music Empire                                           | DE1 (4 Wo.)DE | AT13 (2 Wo.)AT | CH1 (4 Wo.)CH | Erstveröffentlichung: 2. August 2024                        |

## Auszeichnungen

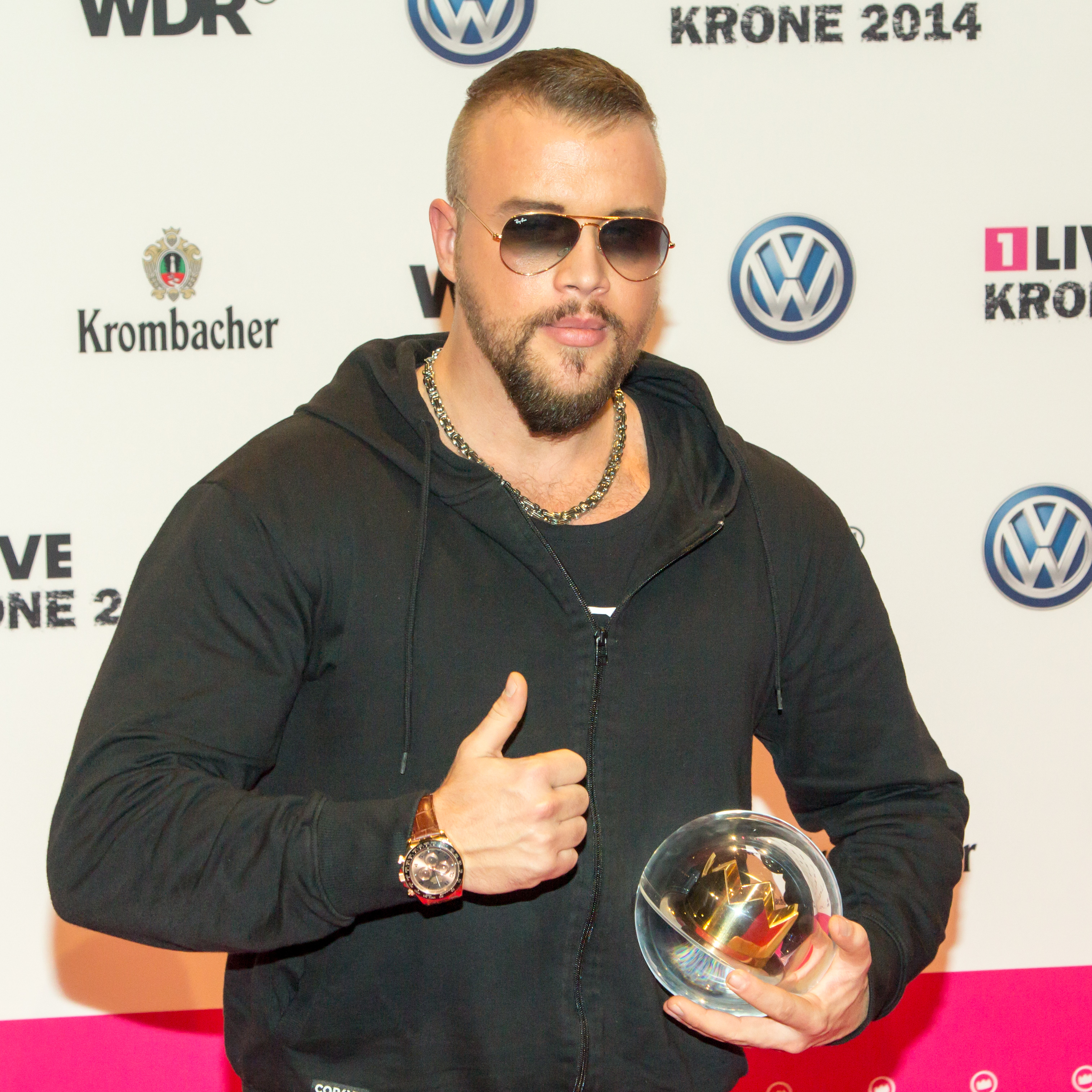
Kollegah mit seiner 1LIVE Krone

### 1 Live Krone
| Jahr | Empfänger | Nominierung    | Preis            | Ergebnis | Ref.    |
| ---- | --------- | -------------- | ---------------- | -------- | ------- |
| 2014 | Kollegah  | „Du bist Boss“ | Best Hip-Hop-Act | Gewonnen | [ 142 ] |

### Echo Pop
| Jahr | Empfänger             | Nominierung                  | Preis                         | Ergebnis | Ref.      |
| ---- | --------------------- | ---------------------------- | ----------------------------- | -------- | --------- |
| 2015 | Kollegah              | Kollegah                     | Best Interactive Act national | Gewonnen | [ 143 ]   |
| 2015 | Kollegah              | Kollegah                     | Hip-Hop/Urban                 | Gewonnen | [ 143 ]   |
| 2016 | Kollegah              | Kollegah                     | Best Interactive Act national | Gewonnen | [ 144 ]   |
| 2016 | Kollegah              | Kollegah                     | Hip-Hop/Urban                 | Gewonnen | [ 144 ]   |
| 2017 | Kollegah              | Kollegah                     | Nominiert                     | [ 145 ]  |           |
| 2018 | Kollegah & Farid Bang | Jung, brutal, gutaussehend 3 | Gewonnen                      | [ 146 ]  |           |
| 2018 | Kollegah & Farid Bang | Jung, brutal, gutaussehend 3 | Album of the year             | [ 146 ]  | Nominiert |

### Hiphop.de Awards
| Jahr | Empfänger                                           | Nominierung                             | Preis                          | Ergebnis  | Ref.                     |
| ---- | --------------------------------------------------- | --------------------------------------- | ------------------------------ | --------- | ------------------------ |
| 2006 | Kollegah                                            | Boss der Bosse                          | Bestes Mixtape (Deutsch)       | Nominiert | [ 147 ]                  |
| 2006 | Kollegah                                            | Kollegah auf dem Splash                 | Größte Peinlichkeit            | Nominiert | [ 147 ]                  |
| 2006 | Kollegah                                            | kollegah.de                             | Beste Artistpage (Deutsch)     | Nominiert | [ 147 ]                  |
| 2006 | Kollegah                                            | Kollegah                                | Bestes Rapsolo (Deutsch)       | Nominiert | [ 147 ]                  |
| 2006 | Kollegah                                            | Kollegah                                | Bester Newcomer (Deutsch)      | Nominiert | [ 147 ]                  |
| 2007 | Kollegah                                            | Kollegah                                | [ 148 ]                        | Nominiert |                          |
| 2007 | Kollegah                                            | Kollegah                                | [ 148 ]                        | Nominiert | Bestes Rapsolo (Deutsch) |
| 2007 | Kollegah                                            | Kollegah                                | [ 148 ]                        | Nominiert | Bester Promostunt        |
| 2007 | Kollegah                                            | kollegah.de                             | [ 148 ]                        | Nominiert | Beste Artistpage         |
| 2007 | Kollegah                                            | „Kuck auf die Goldkette 2007“           | [ 148 ]                        | Nominiert | Beste Single (Deutsch)   |
| 2007 | Kollegah                                            | „Ein guter Tag zum Sterben“             | [ 148 ]                        | Nominiert | Beste Punchline          |
| 2008 | Kollegah                                            | Kollegah                                | Bestes Album National          | Nominiert | [ 149 ]                  |
| 2009 | Kollegah                                            | „Fanpost“                               | Beste Punchline                | Gewonnen  | [ 150 ]                  |
| 2009 | Kollegah                                            | Zuhältertape Volume 3                   | Bestes Mixtape National        | Gewonnen  | [ 150 ]                  |
| 2009 | Kollegah & Farid Bang                               | Jung, brutal, gutaussehend              | Beste Kollaboration            | Gewonnen  | [ 150 ]                  |
| 2009 | Kollegah & Farid Bang                               | Jung, brutal, gutaussehend              | Bestes Album National          | Nominiert | [ 150 ]                  |
| 2009 | Kollegah & Farid Bang                               | „Mitternacht“                           | Bestes Video National          | Nominiert | [ 150 ]                  |
| 2009 | Kollegah & Farid Bang                               | „Mitternacht“                           | Beste Single National          | Nominiert | [ 150 ]                  |
| 2009 | Casper, Kollegah & Favorite                         | „Mittelfinger hoch“                     |                                | Nominiert | [ 150 ]                  |
| 2009 | Kollegah                                            | Kollegah bekommt einen geblasen (Video) | Bester Promostunt              | Nominiert | [ 150 ]                  |
| 2009 | Kollegah                                            | Kollegah                                | Größte Peinlichkeit            | Nominiert | [ 150 ]                  |
| 2009 | Kollegah                                            | Kollegah                                | Bester Rap-Solo-Act National   | Nominiert | [ 150 ]                  |
| 2010 | Kollegah                                            | Hoodtape Volume 1                       | Bestes Mixtape National        | Gewonnen  | [ 151 ]                  |
| 2010 | Fard feat. Kollegah, Farid Bang, Snaga & Summer Cem | „60 Terrorbars Infinity“                | Beste Kollaboration            | Nominiert | [ 151 ]                  |
| 2010 | Favorite feat. Kollegah                             | „Discospeed“                            | Beste Single national          | Nominiert | [ 151 ]                  |
| 2010 | Kollegah                                            | „Katapult“                              | Beste Punchline                | Nominiert | [ 151 ]                  |
| 2010 | Kollegah                                            | Kollegah                                | Größte Peinlichkeit            | Nominiert | [ 151 ]                  |
| 2010 | Kollegah                                            | Kollegah                                | Bester Rap-Solo-Act National   | Nominiert | [ 151 ]                  |
| 2010 | Kollegah & Laas Unltd.                              | Kollegah/Laas Unltd. Beef               | Bester Promostunt              | Nominiert | [ 151 ]                  |
| 2011 | Kollegah feat. Haftbefehl & Farid Bang              | „Kobrakopf“                             | Beste Kollaboration            | Gewonnen  | [ 152 ]                  |
| 2011 | Kollegah & Favorite                                 | Kollegah & Favorite                     | Bester Live-Act                | Gewonnen  | [ 152 ]                  |
| 2011 | Kollegah                                            | „Business Paris“                        | Beste Punchline                | Gewonnen  | [ 152 ]                  |
| 2011 | Kollegah                                            | Kollegah Facebook Page                  | Bester Social-Networks-Account | Nominiert | [ 152 ]                  |
| 2011 | Kollegah                                            | Bossaura                                | Bestes Album national          | Nominiert | [ 152 ]                  |
| 2011 | Kollegah                                            | Kollegahs Autotune                      | Größte Peinlichkeit            | Nominiert | [ 152 ]                  |
| 2011 | Kollegah                                            | Kollegah                                | Bester Rap-Solo-Act National   | Nominiert | [ 152 ]                  |
| 2012 | Kollegah                                            | „Dynamit“                               | Beste Punchline                | Nominiert | [ 153 ]                  |
| 2013 | Kollegah                                            | „Stiernackenkommando“                   | Beste Punchline                | Gewonnen  | [ 154 ]                  |
| 2013 | Kollegah                                            | Kollegah                                | Bester Rap-Solo-Act National   | Gewonnen  | [ 154 ]                  |
| 2013 | Kollegah & Farid Bang                               | Kollegah & Farid Bang                   | Beste Gruppe National          | Nominiert | [ 154 ]                  |
| 2013 | Kollegah & Farid Bang                               | Jung, brutal, gutaussehend 2            | Bestes Release National        | Nominiert | [ 154 ]                  |
| 2014 | Kollegah                                            | King                                    | Bestes Release National        | Nominiert | [ 155 ]                  |
| 2014 | Kollegah                                            | „Alpha“                                 | Bestes Video National          | Nominiert | [ 155 ]                  |
| 2014 | Kollegah                                            | Kollegah                                | Bester Rap-Solo-Act National   | Nominiert | [ 155 ]                  |
| 2014 | Kollegah                                            | Kollegah                                | Bester Rap-Solo-Act National   |           | [ 155 ]                  |
| 2015 | Kollegah                                            | Kollegah                                | Gewonnen                       | [ 156 ]   |                          |
| 2015 | Kollegah                                            | Zuhältertape Vol. 4                     | Bestes Release National        | [ 156 ]   | Nominiert                |
| 2015 | Kollegah                                            | „Genozid“                               | Bester Song National           | [ 156 ]   | Nominiert                |
| 2015 | Kollegah                                            | „Angeberprollrap Infinity (Outro)“      | Beste Punchline                | [ 156 ]   | Nominiert                |
| 2016 | Kollegah                                            | „Nero“                                  | Beste Punchline                | [ 157 ]   | Nominiert                |
| 2016 | Kollegah                                            | „Hardcore“                              | Bestes Video National          | [ 157 ]   | Nominiert                |
| 2017 | Kollegah & Farid Bang                               | Kollegah & Farid Bang                   | Beste Gruppe National          | Gewonnen  | [ 158 ]                  |
| 2017 | Kollegah & Farid Bang                               | Jung, brutal, gutaussehend 3            | Bestes Album National          | Nominiert | [ 158 ]                  |
| 2018 | Kollegah                                            | Monument                                | Bestes Album National          | Nominiert | [ 159 ] [ 160 ]          |
| 2018 | Kollegah                                            | „Der letzte Krieg“                      | Beste Line                     | Nominiert | [ 159 ] [ 160 ]          |
| 2018 | Kollegah & Farid Bang                               | Kollegah & Farid Bang                   | Beste Gruppe National          | Nominiert | [ 159 ] [ 160 ]          |
| 2021 | Kollegah                                            | Kollegah                                | Bester Rap-Solo-Act National   | Nominiert | [ 161 ] [ 162 ]          |
| 2021 | Kollegah                                            | Kollegah                                | Lyricist des Jahres            | Gewonnen  | [ 161 ] [ 162 ]          |
| 2021 | Kollegah                                            | Zuhältertape Vol. 5                     | Bestes Album National          | Nominiert | [ 161 ] [ 162 ]          |
| 2021 | Kollegah                                            | „Rotlichtsonate“                        | Bester Song National           | Nominiert | [ 161 ] [ 162 ]          |
| 2021 | Kollegah                                            | „Zuhälteraura“                          | Beste Line                     | Nominiert | [ 161 ] [ 162 ]          |
| 2022 | Kollegah                                            | Kollegah                                | Bester Rap-Solo-Act National   | Nominiert | [ 163 ] [ 164 ]          |
| 2022 | Kollegah                                            | Kollegah                                | Lyricist des Jahres            | Nominiert | [ 163 ] [ 164 ]          |
| 2022 | Kollegah                                            | Free Spirit                             | Bestes Album National          | Nominiert | [ 163 ] [ 164 ]          |
| 2022 | Kollegah                                            | „Déjà-Vu“                               | Beste Line                     | Nominiert | [ 163 ] [ 164 ]          |
| 2022 | Sun Diego, Farid Bang & Kollegah                    | „Schwarz Rot Gold“                      | Bestes Video National          | Nominiert | [ 163 ] [ 164 ]          |
| 2023 | Kollegah                                            | Kollegah                                | Bester Solo-Act National       | Nominiert | [ 165 ] [ 166 ]          |
| 2023 | Kollegah                                            | Kollegah                                | Lyricist des Jahres            | Nominiert | [ 165 ] [ 166 ]          |
| 2023 | Kollegah                                            | „Lorbeerkranz“                          | Bester Song National           | Nominiert | [ 165 ] [ 166 ]          |
| 2023 | Kollegah                                            | „Lorbeerkranz“                          | Beste Line                     | Nominiert | [ 165 ] [ 166 ]          |
| 2024 | Kollegah                                            | Kollegah                                | Lyricist des Jahres            | Nominiert | [ 167 ] [ 168 ]          |
| 2024 | Kollegah                                            | Still King                              | Bestes Album National          | Nominiert | [ 167 ] [ 168 ]          |
| 2024 | Kollegah                                            | „Larger Than Life“                      | Beste Line                     | Nominiert | [ 167 ] [ 168 ]          |
| 2024 | Kollegah & Favorite                                 | „Blessed“                               | Bestes Video National          | Nominiert | [ 167 ] [ 168 ]          |

### Deutscher Webvideopreis
| Jahr | Empfänger | Nominierung                    | Preis         | Ergebnis  | Ref.    |
| ---- | --------- | ------------------------------ | ------------- | --------- | ------- |
| 2014 | Kollegah  | „Armageddon“                   | AAA           | Gewonnen  | [ 169 ] |
| 2014 | Kollegah  | „Armageddon“                   | Epic          | Gewonnen  | [ 169 ] |
| 2014 | Kollegah  | „Freuet euch, der Boss ist da“ | Newbie        | Gewonnen  | [ 169 ] |
| 2017 | Kollegah  | „Nero“                         | Original Song | Nominiert | [ 170 ] |

## Bücher
- Das ist Alpha!: Die 10 Boss-Gebote, Riva, München 2018, ISBN 978-3-7423-0167-3.